# Synapsydy

Czaszka synapsydalna

Synapsydy (Synapsida, z gr. syn – ‘razem’ + apsis – ‘łuk’), dawniej określane jako gady ssakokształtne – grupa owodniowców powstałych w pensylwanie (ok. 318–299 mln lat temu) pod koniec karbonu; dominująca grupa kręgowców lądowych w permie i na początku triasu. Pierwotnie uważano, że wywodziły się z anapsydów, obecnie jednak przyjmuje się, że wyewoluowały niezależnie z najprymitywniejszych owodniowców. Ich cechą charakterystyczną jest występowanie w czaszce jednego, dolnego otworu skroniowego za każdym okiem (czaszka synapsydalna), gdzie były uczepione mięśnie szczęk.
Początkowo były klasyfikowane jako podgromada gadów. Badania wykazały jednak, że synapsydy są bliżej spokrewnione ze ssakami niż z innymi zwierzętami tradycyjnie zaliczanymi do gadów oraz że linie ewolucyjne prowadzące do zauropsydów (grupa owodniowców obejmująca anapsydy i diapsydy) i do synapsydów rozdzieliły się na początku ewolucji owodniowców; z tych powodów obecnie wielu autorów nie zalicza synapsydów do gadów. Prof. Michael Benton (2004) zaproponował podniesienie synapsydów do rangi gromady, która razem z gromadą zauropsydów zastąpiłaby dotychczasową gromadę gadów. Jeśli przyjmuje się, że synapsydy są grupą monofiletyczną, należy do nich zaliczyć również pochodzącą od cynodontów gromadę ssaków.
Tradycyjnie do synapsydów zalicza się dwa rzędy:
- pelykozaury (Pelycosauria) (parafiletyczny)
- terapsydy (Therapsida), które dały początek ssakom

## Taksonomia
- Klad Owodniowce (Amniota)
  - Gromada Synapsida *
    - Rząd Pelycosauria *
      - Podrząd Caseasauria
      - Podrząd Eupelycosauria *
        - Rodzina Varanopseidae
        - Rodzina Ophiacodontidae
        - Rodzina Edaphosauridae
        - Rodzina Sphenacodontidae *

    - Rząd Therapsida *
      - Podrząd Biarmosuchia *
      - Podrząd Dinocephalia
      - Podrząd Anomodontia
      - Podrząd Gorgonopsia
      - Podrząd Therocephalia
      - Podrząd Cynodontia *
        - Rodzina Probainognathidae
        - Nadrodzina Chiniquodontoidea *

  - Gromada Ssaki (Mammalia)

## Filogeneza
```
Synapsida
 |-
Caseasauria

 `-
Eupelycosauria

    |-
Varanopseidae

    `-+-
Ophiacodontidae

      `-+-
Edaphosauridae

        `-
Sphenacodontia

           |-
Sphenacodontidae

           `-
Therapsida

              |-
Biarmosuchia

              |  `-
Eotitanosuchus

              `-
Eutherapsida

                 |-
Dinocephalia

                 `-
Neotherapsida

                    |-
Anomodontia

                    `-
Theriodontia

                       |-
Gorgonopsia

                       `-
Eutheriodontia

                          |-
Therocephalia

                          `-
Cynodontia

                             |-+-
Dvinia

                             | `--
Procynosuchidae

                             `-
Epicynodontia

                                |-
Thrinaxodon

                                `-
Eucynodontia

                                   |-+-
Cynognathus

                                   | `-+-
Tritylodontidae

                                   |   `- 
Traversodontidae
 
                                   `-
Probainognathia

                                      |-+- 
Trithelodontidae

                                      | `--
Chiniquodontidae
 
                                      `-+- 
Prozostrodon

                                        `- 
Mammaliaformes

                                           `-
Mammalia
```